# تپه قرمزتپه
تپه قرمز تپه مربوط به تاریخ ایران پس از اسلام است و در شهرستان بوئین‌زهرا، بخش آوج، روستای نیریج واقع شده و این اثر در تاریخ ۱۰ مهر ۱۳۸۰ با شمارهٔ ثبت ۴۱۲۰ به‌عنوان یکی از آثار ملی ایران به ثبت رسیده است.